# Carsten Jacobson

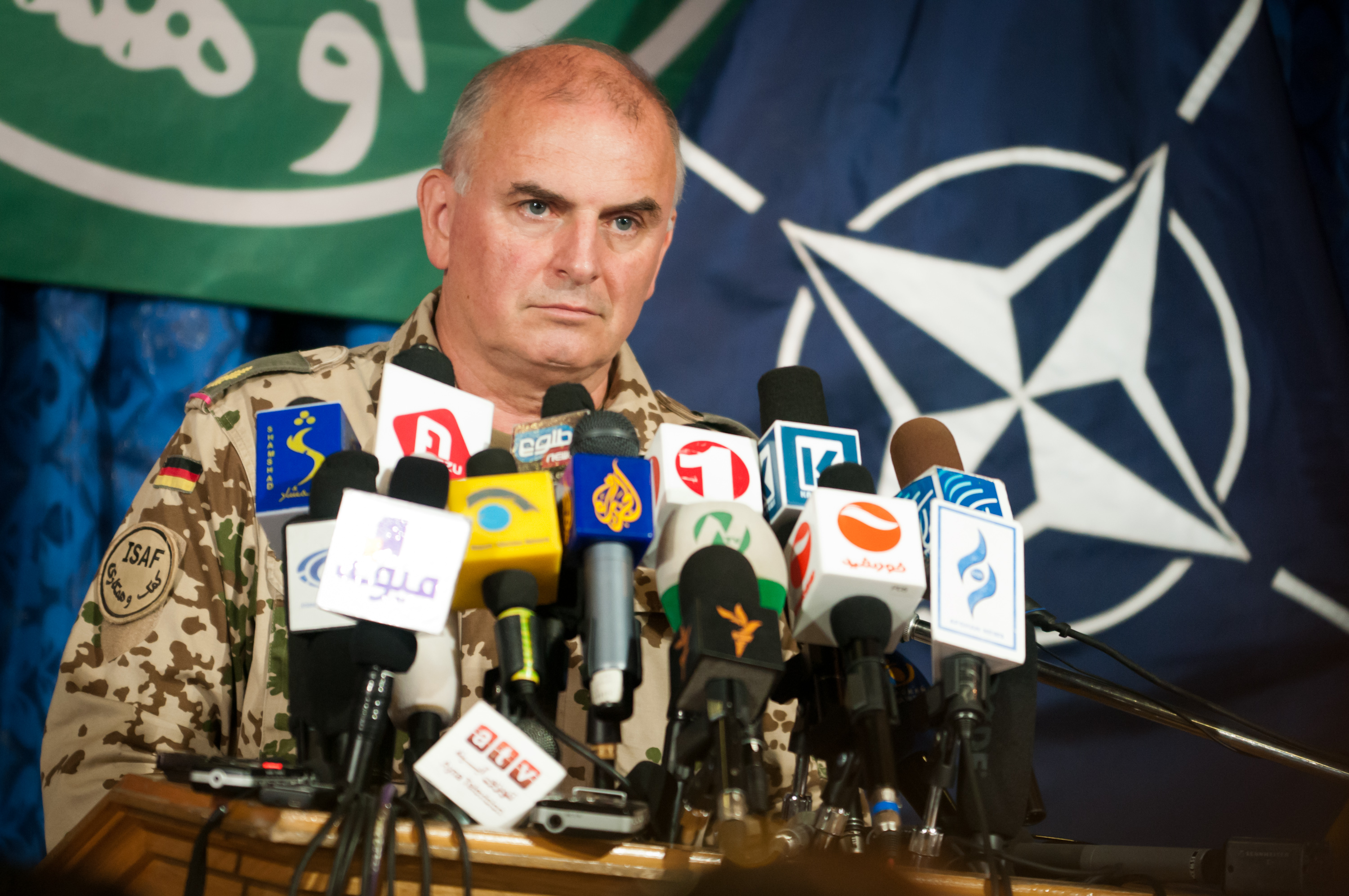
Carsten Jacobson in Afghanistan, 2012

Carsten Jacobson (* 22. Juni 1955 in Hamburg) ist ein deutscher Generalleutnant a. D. des Heeres der Bundeswehr. Er war auf seinem letzten Dienstposten vom 16. Juli 2015 bis zum 30. August 2018 stellvertretender Inspekteur des Heeres und Kommandeur Einsatz im Kommando Heer.

## Militärische Laufbahn

### Ausbildung und erste Verwendungen
Jacobson trat 1974 beim Panzerbataillon 123 in Kümmersbruck in den Dienst der Bundeswehr und wurde dort zum Panzeroffizier ausgebildet. 1976 erhielt er die Beförderung zum Leutnant und 1979 zum Oberleutnant. Von 1976 bis 1986 folgten Verwendungen als Panzerzugführer und Truppenfernmeldeoffizier in den Panzerbataillonen 174 in Hamburg und 203 in Hemer sowie ab 1982, im selben Jahr zum Hauptmann befördert, als Kompaniechef im Panzerbataillon 333 in Celle.

### Dienst als Stabsoffizier
Von 1986 bis 1988 absolvierte Jacobson den Generalstabslehrgang an der Führungsakademie der Bundeswehr in Hamburg, den er als Lehrgangsbester abschloss. Hierfür erhielt er den General-Heusinger-Preis. 1989 erfolgte die Beförderung zum Major. Von 1989 bis 1990 diente er als Operationsoffizier (G3) im Stab des I. Korps in Münster unter dem Kommando von Generalleutnant Jörn Söder. Es schloss sich von 1990 bis 1992 ein Lehrgang am Staff College im britischen Camberley an, woraufhin er die Beförderung zum Oberstleutnant erhielt.
Wieder in Deutschland übernahm Jacobson von 1992 bis 1993 den Posten des Operationsoffiziers (G3) im Stab der Panzerbrigade 36 in Bad Mergentheim unter dem Kommando von Oberst Gert Gudera. Nach diesem Truppenkommando wurde er in das Bonner Bundesministerium der Verteidigung versetzt und diente von 1993 bis 1995 als Stabsoffizier beim Stellvertretenden Generalinspekteur der Bundeswehr, zuerst unter Generalleutnant Jürgen Schnell und schließlich unter Vizeadmiral Hans Frank.
Von 1995 bis 1997 übernahm er wieder ein Truppenkommando als Kommandeur Panzerbataillon 33 in Neustadt am Rübenberge. Von 1997 bis 1998 absolvierte Jacobson einen Auslandseinsatz im Rahmen der SFOR, wo er als Military Assistant beim Chef des Stabes der SFOR in Bosnien und Herzegowina diente.
Zurück in Deutschland übernahm er in Ulm den Posten des Abteilungsleiters Operationen (G3) im Stab des II. Korps unter dem Kommando von Generalleutnant Götz Gliemeroth. In dieser Verwendung erhielt er 1999 die Beförderung zum Oberst. Im Jahre 2001 wurde Jacobson schließlich nach Washington, D.C. versetzt, wo er bis 2005 als Heeresattaché an der Deutschen Botschaft diente.

### Dienst im Generalsrang
Nach der Rückkehr aus den Vereinigten Staaten übernahm Jacobson am 25. Februar 2005 das Kommando über die Panzerlehrbrigade 9 in Munster und führte diese bis 2007, wobei er 2006 zum Brigadegeneral ernannt wurde. Am 18. Juli 2007 übergab er das Kommando an Oberst Wilhelm Grün und wurde anschließend nach Mönchengladbach versetzt, wo er bis 2009 als dienstältester deutscher Offizier und Commander Rear Support Command im Hauptquartier des Allied Rapid Reaction Corps (ARRC) unter dem britischen Lieutenant-General Richard Shirreff diente.
Am 14. August 2009 wurde Jacobson in Koblenz der Nachfolger von Manfred Hofmann als Chef des Stabes des Heeresführungskommandos und diente unter Generalleutnant Carl-Hubertus von Butler. Von Juli 2011 bis Juni 2012 hatte er die Funktion des ISAF-Sprechers in Afghanistan inne. Nach seiner Rückkehr nach Deutschland war er bis zum 28. Mai 2014 Divisionskommandeur der 1. Panzerdivision. Anschließend kehrte er erneut nach Afghanistan zurück, um dort den Posten des stellvertretenden Kommandeurs der ISAF zu übernehmen. Verbunden damit war die Beförderung zum Generalleutnant.
Im Anschluss war er von 1. Januar bis Juli 2015 stellvertretender Kommandeur der Mission Resolute Support in Afghanistan. Nach dieser Auslandsverwendung wurde Jacobson am 16. Juli 2015 als Nachfolger von Generalleutnant Jörg Vollmer stellvertretender Inspekteur des Heeres und Kommandeur Einsatz im Kommando Heer in Strausberg. Am 30. August 2018 übergab er diesen Dienstposten an Generalleutnant Johann Langenegger und trat nach 44 Dienstjahren in den Ruhestand.

### Auszeichnungen
- Ehrenkreuz der Bundeswehr in Bronze (1983)
- Ehrenkreuz der Bundeswehr in Silber (1989)
- Ehrenkreuz der Bundeswehr in Gold (1994)
- Einsatzmedaille der Bundeswehr SFOR (1998)
- NATO-Medaille zum Einsatz im ehemaligen Jugoslawien  (1998)
- Legion of Merit (2005)
- Einsatzmedaille der Bundeswehr ISAF (2012)
- NATO-Medaille ISAF (2012)
- Einsatzmedaille der Bundeswehr Resolute Support (2015)
- NATO-Medaille Afghanistan (2015)
- Ereteken van Verdienste Goud (Niederlande 2018)[4]

## Privates
Jacobson ist seit 1979 verheiratet mit Sally Jane, geb. McBride. Das Ehepaar hat zwei Söhne. Carsten Jacobson ist Mitglied im deutsch-britischen Offizierverband.